# Агирре, Эсперанса
Эспера́нса Аги́рре и Гиль де Бье́дма, графиня Борнос (исп. Esperanza Aguirre y Gil de Biedma, condesa de Bornos; род. 3 января 1952, Мадрид) — испанский юрист и политик, член Народной партии.

## Биография
Происходит из аристократической семьи. В 1974 году вступила в брак с Фернандо Рамиресом де Гаро Вальдес, шестнадцатым графом Борнос, от которого родила двух детей.
Окончила юридический факультет Мадридского университета Комплутенсе (1974). В 1976 году поступила на государственную службу в Технический отдел Министерства информации и туризма. Была начальником отдела рекламы и туризма. Во время правления Союза демократического центра, работала в Министерстве культуры. В 1979 году возглавила штаб Генерального директора по литературе и кинематографии. В 1980 году была назначена заместителем генерального директора по исследованиям Технического генерального секретариата Министерства культуры. В 1981 году стала заместителем Генерального директора в Консультативном штате Государственного секретаря культуры. Её последняя должность в администрации была заместителем генерального директора культурных ассоциаций.
С 1983 по 1996 год входила в городской совет Мадрида. В 1995 году мэр Хосе Мария Альварес доверил ей должность первого заместителя и пресс-секретаря. На выборах в 1996 Эсперанса Агирре получил мандат сенатора, в мае того же года заняла пост министра образования, культуры и спорта в правительстве Хосе Марии Аснара. Оставила правительство в январе 1999 года в ходе реконструкции кабинета. В феврале того же года стала председателем Сената (первая женщина в истории Испании). С октября 2003 по сентябрь 2012 года занимала должность председателя правительства автономного сообщества Мадрид, затем в течение нескольких месяцев работала в правительстве как советник по вопросам туризма, затем подала в отставку в связи с арестом по обвинению в коррупции её доверенного подчинённого Игнасио Гонсалеса и перешла на работу в частный сектор. В сентябре 2019 года Эсперанса Агирре была вызвана повесткой в качестве подозреваемой на допрос 18 октября к судье Национальной судебной коллегии, расследующему коррупционное дело о незаконном финансировании избирательных кампаний Народной партии в 2007 и 2011 годах в Мадриде.

## Публикации
- Pensamiento liberal en el fin de siglo (con José María Michavila) (Fundación Cánovas del Castillo, ISBN 978-84-88306-30-2, 1997).
- Discursos para la libertad (Ciudadela, ISBN 978-84-96836-63-1, 2009).
- Prohibido prohibir (con Pedro Schwartz) (Espasa, ISBN 978-84-670-0625-4, 2012).
- Yo no me callo (Espasa, ISBN 978-84-67046-83-0, 2016).

## Награды
- Большой крест ордена Карлоса III (1999)
- Большой крест ордена Изабеллы Католички (2004)
- Большой крест ордена Гражданских заслуг (2004, Испания)
- Офицер ордена Почётного легиона
- Дама-командор ордена Британской империи (2004, Великобритания)[5].
- Кавалер Большого креста ордена Великого князя Литовского Гядиминаса (2001, Литва)[6]
- Орден Розы I степени (7 июля 1999 года, Болгария)[7]